# Янтарный (Ростовская область)
Янта́рный — посёлок в Аксайском районе Ростовской области, входит в Большелогское сельское поселение.

## География
Улицы посёлка:
| - Абрикосовый переулок - Арбузный переулок - Березовая - Возрождения - Гвоздиковая - Гераневая - Жасминовая - Земляничный переулок - Ивовый переулок - Каштановая - Кленовый переулок - Клубничная - Ландышевая - Лунный переулок | - Малое зелёное кольцо - Мира - Народная - Незабудковый переулок - Облепиховый переулок - Огуречный переулок - Одуванчиковый переулок - Персиковый переулок - Розовая - Ромашковый переулок - Ростовская - Рябиновая - Сиреневая | - Сливовый переулок - Смородиновый переулок - Сосновая - Пограничная - Травяной переулок - Тюльпановый переулок - Укропный переулок - Фиалковый переулок - Чебрицовый переулок - Черешневая - Янтарная |

## История
В качестве населенного пункта зарегистрирован в 1999 г. Через несколько лет Янтарный стал динамично развиваться, чему способствовал растущий в Ростове-на-Дону спрос на загородное жилье.

## Население
| 2002 | 2010  |
| ---- | ----- |
| 235  | ↗1228 |

## Достопримечательности
- Церковь Феодоровской иконы Божией Матери.[5]